# Svinovské mosty
Svinovské mosty je soubor ocelových a betonových silničních a tramvajových mostů, které se nacházejí ve Svinově ve městě Ostrava. Začaly vznikat v 70. letech 20. století jako součást spojení nové ulice 28. října s ulicí Opavská. Přemosťují železniční trať, řeku Odru a dálnici D1 a jsou jedním z hlavních dopravních spojení mezi východními a západními čtvrtěmi Ostravy. Most slouží automobilové, autobusové a tramvajové dopravě a jsou na něm také zastávky městské i dálkové hromadné dopravy. Most je ve výšce přibližně 11 m nad původním terénem, má výtahy, pojizdná schodiště a umožňuje tedy moderní bezbariérový přístup k budově železničního a autobusového nádraží Ostrava-Svinov.

## Další informace
Celý most prošel několika rekonstrukcemi směrem od neestetického, tmavého a stísněného místa k poměrně prosvětlenému, prostornému a hezkému prostředí. Celková architektura je v pocitu velkého prostoru, který příjemně stírá rozdíly mezi vnějšími a vnitřními částmi. Vše je podřízeno podvědomé autoorientaci v prosklených prostorech z příjemných materiálů. Typické jsou průhledná skla a bílá, červená a šedá barva.
Architektem poslední rekonstrukce je Václav Filandr.

## Galerie

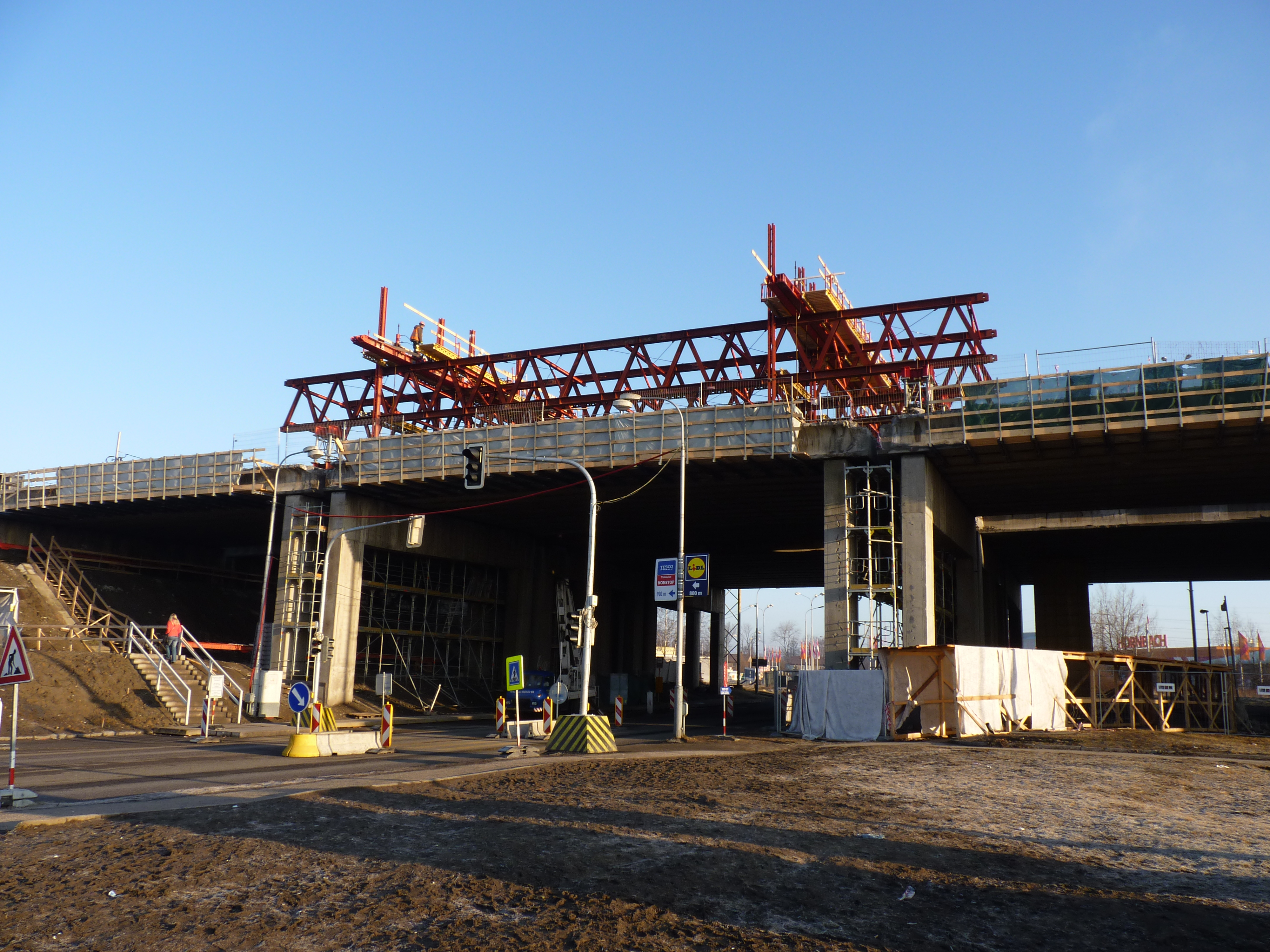
Historický snímek
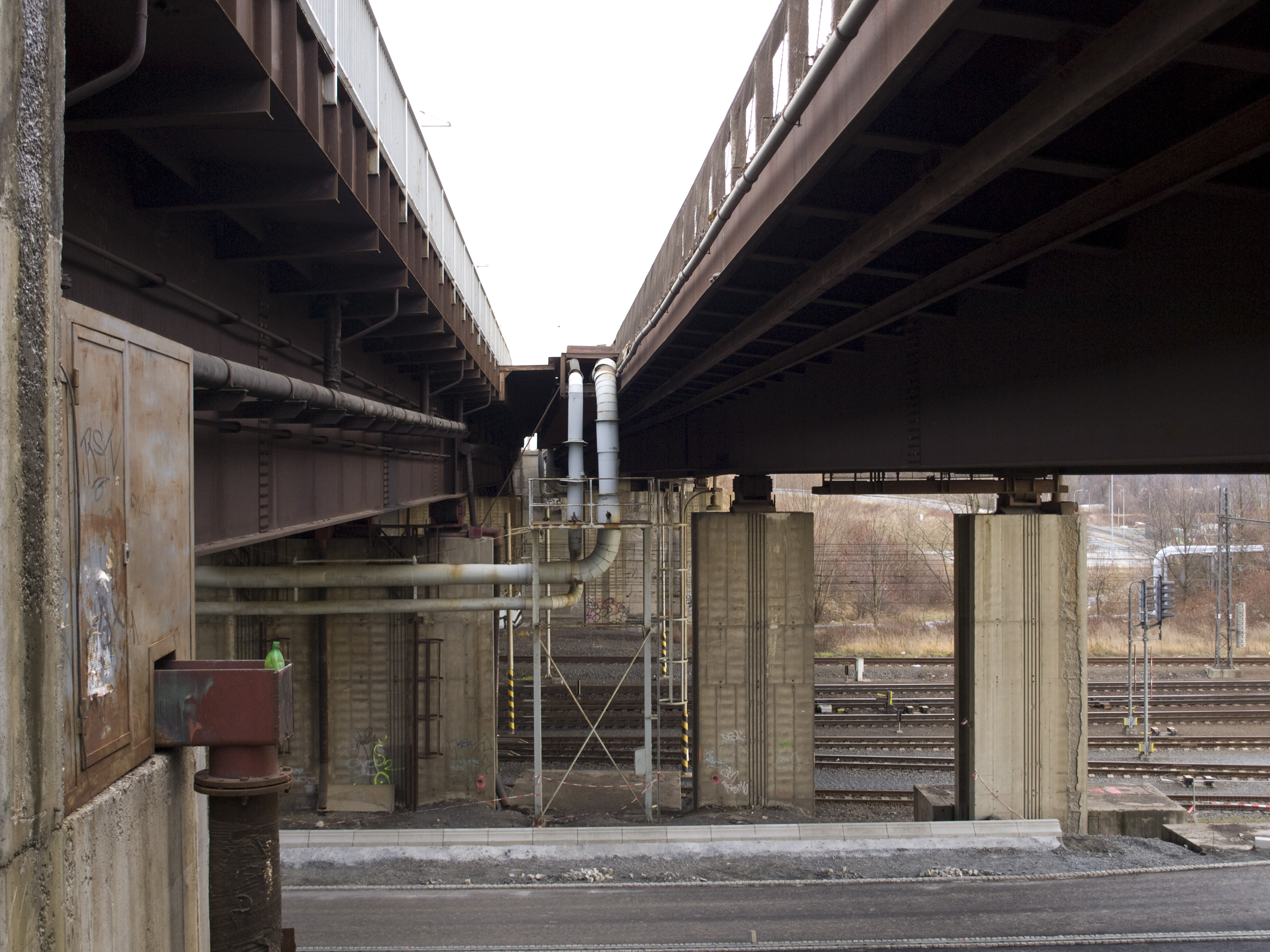